# غابرييلا ليز
غابرييلا ليز (بالإسبانية: Gabriela Liz) هي لاعب هوكي الحقل أرجنتينية، ولدت في 31 ديسمبر 1961.

## وصلات خارجية
- غابرييلا ليز على موقع أوليمبيديا (الإنجليزية)